# Plaza de Rafael Rivero
La Plaza de Rafael Rivero es una plaza histórica situada en Jerez de la Frontera (Andalucía, España).
Esta plaza fue lo primero que vio el rey Alfonso X El Sabio tras conquistar la ciudad, teniendo acceso a través de la Puerta de Sevilla.
Compuesta por magníficas casas señoriales, se podría considerar una de las plazas más bellas de la ciudad.
Actualmente es una plaza muy dinámica, permitiendo su peatonalización que sea referente en la ruta del tapeo jerezano, además de vinos, crepes y otro tipo de degustaciones.

## Monumentos
Destacan los siguientes edificios:

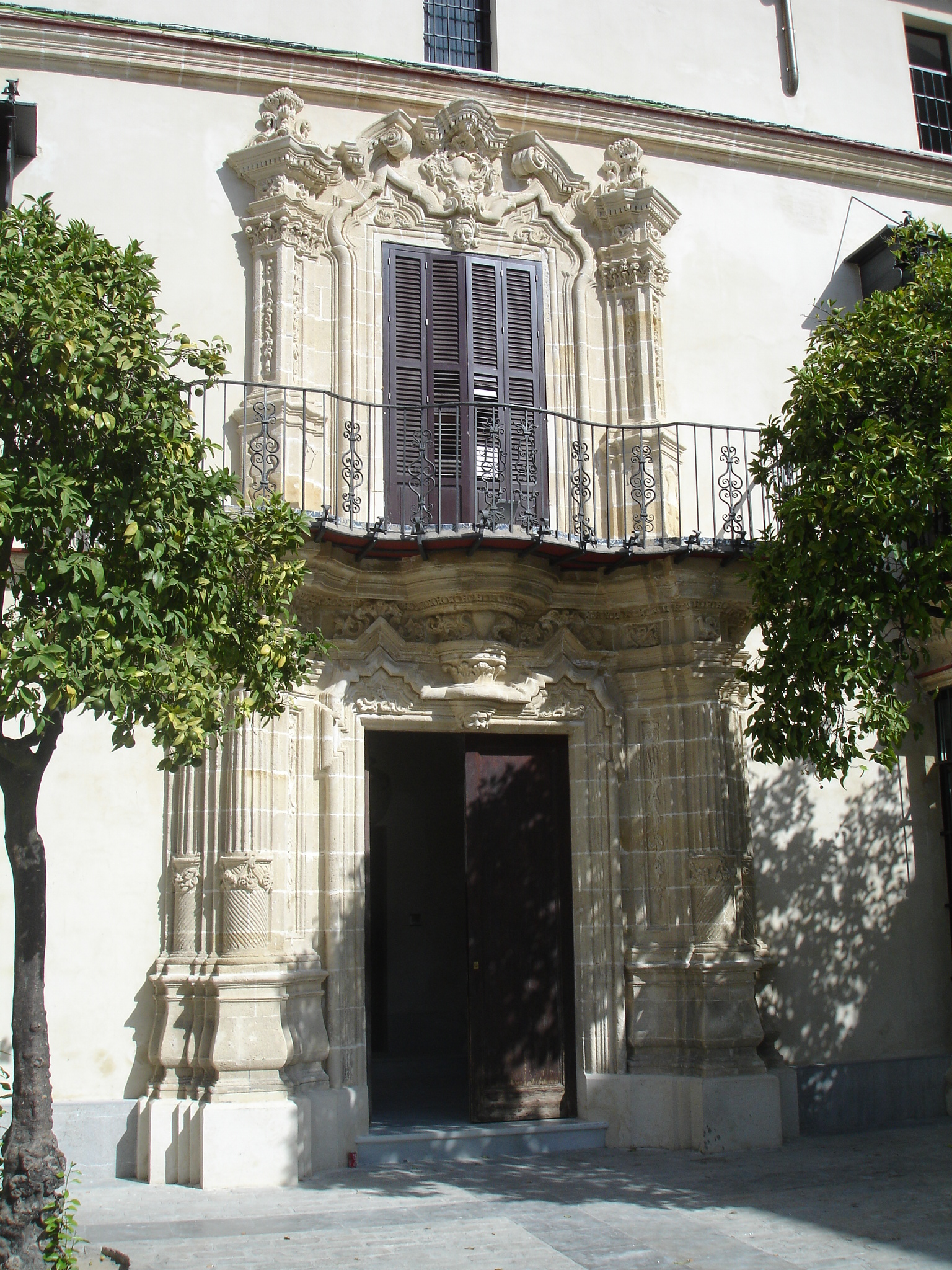
Palacio de Luna, en la plaza Rafael Rivero.

- Palacio de los Condes de Garvey: actualmente funciona como hotel. Destaca el patio de columnas de mármol blanco.
- Casino Jerezano. Antiguamente residencia de Juan Pedro Domecq y posteriormente sede de la Cámara de Comercio. Destaca su bella fachada y su jardín interior. Recientemente comprado por Ramón Estévez[3] y donde se ha construido un hotel de lujo.[4] La rehabilitación recibió en 2019 el premio  ‘Obra en blanco Macael’ en la XXXIII edición de los Premios Macael.[5]
- Casa-Palacio Petra de la Riva: fachada de corte neoclásico y patio señorial. Este palacio fue residencia de Diego López de Morla, Conde de Villacreces, que luego fundaría la Caja de Ahorros de Jerez en 1834.
- Palacio de los Pérez-Luna: palacio de exquisito balcón y fachada barroca. Destaca la peculiaridad de su reloj de sol. Actualmente es sede de la Fundación Teresa Rivero.
- Muralla: a través de los diferentes cafés y bares que abrazan a la plaza, se puede observar restos de las muralla de Jerez.

### Rafael Rivero
En el centro de la plaza, y dándole nombre al conjunto, se encuentra el busto en homenaje al alcalde jerezano Rafael Rivero (1800-1881) levantado en 1883. Reconocido por su magnífica gestión, entre sus logros destacan:

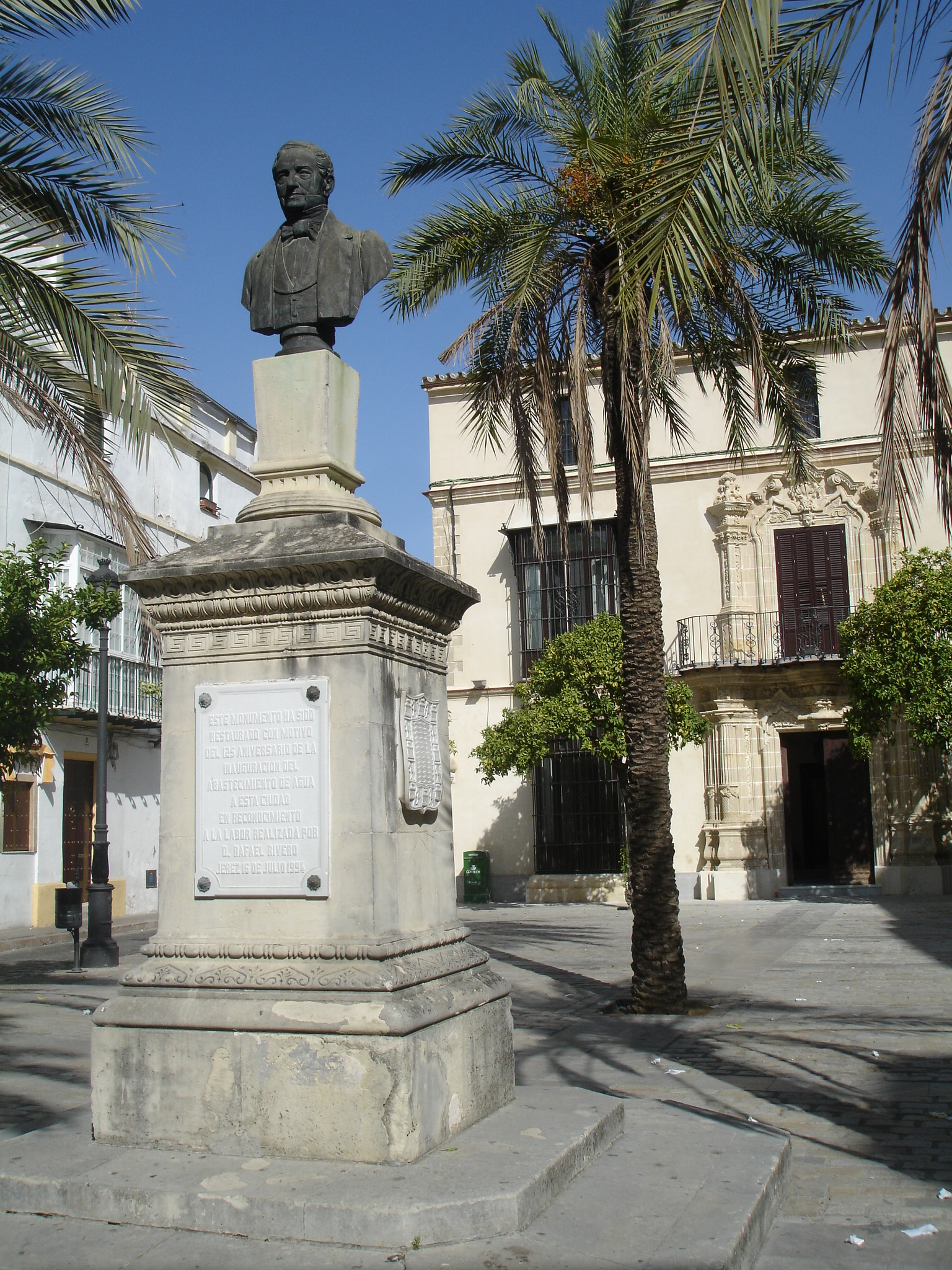
Plaza.

- Creación del Acueducto de Tempul y traída de aguas a Jerez.
- Ferrocarril Jerez - Trocadero: primera línea ferroviaria de Andalucía y tercera de España.
- Creación conjunta de la Caja de Ahorros de Jerez, primera caja de ahorros de España.